# José Altafini
José João Altafini (sinh ngày 24 tháng 7 năm 1938), còn được biết đến với tên gọi "Mazzola" ở Brasil (do lúc mới bắt đầu sự nghiệp đã có những nhận xét cho rằng ông có ngoại hình rất giống với huyền thoại người Ý Valentino Mazzola), là cựu cầu thủ bóng đá mang hai quốc tịch Brasil và Ý. Ông chia sẻ vị trí thứ tư trong danh sách những tay săn bàn xuất sắc nhất trong lịch sử Serie A (cùng với Giuseppe Meazza) với 216 bàn thắng. Ngoài ra, ông hiện cùng với Lionel Messi và Cristiano Ronaldo đang nắm giữ kỷ lục về số bàn thắng ghi được bởi một cầu thủ ở một mùa giải Champions League/European Cup với 14 bàn thắng.
Ông hiện là chuyên gia bình luận bóng đá nổi tiếng trên truyền hình Ý cho SKY Italia và là bình luận viên cho kênh phát thanh RTL 102.5. Ông cũng là bình luận viên phụ cho tựa game bóng đá Pro Evolution Soccer tại Ý.

## Sự nghiệp câu lạc bộ
Altafini chơi cho Palmeiras ở Brasil, trước khi ông bắt đầu sự nghiệp tại Ý trong màu áo AC Milan vào năm 1958. Ông có trận ra mắt vào ngày 21 tháng 9 năm 1958, và trong mùa giải đầu tiên, ông đã chơi tổng cộng 32 trận và ghi được 28 bàn thắng, góp phần rất lớn vào chức vô địch của AC Milan. Ông ghi bàn thắng đầu tiên của mình ở giải vô địch vào ngày 5 tháng 10 trong trận thắng trước Bari. Milan một lần nữa lên ngôi vô địch vào năm 1962, mùa bóng mà Altafini đã cùng chia sẻ danh hiệu vua phá lưới với cầu thủ Aurelio Milani của Fiorentina khi ông đã ghi được 22 bàn thắng trong 33 trận đấu.
Ở trận Chung kết European Cup 1963, Altafini đã ghi hai bàn vào lưới Benfica giúp AC Milan có được danh hiệu đầu tiên ở đấu trường châu Âu. Trận đấu kết thúc với tỷ số 2–1.
Năm 1965, Altafini gia nhập Napoli, và gắn bó với đội bóng này đến năm 1972. Năm 1972, Napoli thất bại 2–0 trong trận chung kết Coppa Italia trước đội bóng cũ của Altafini, Milan.

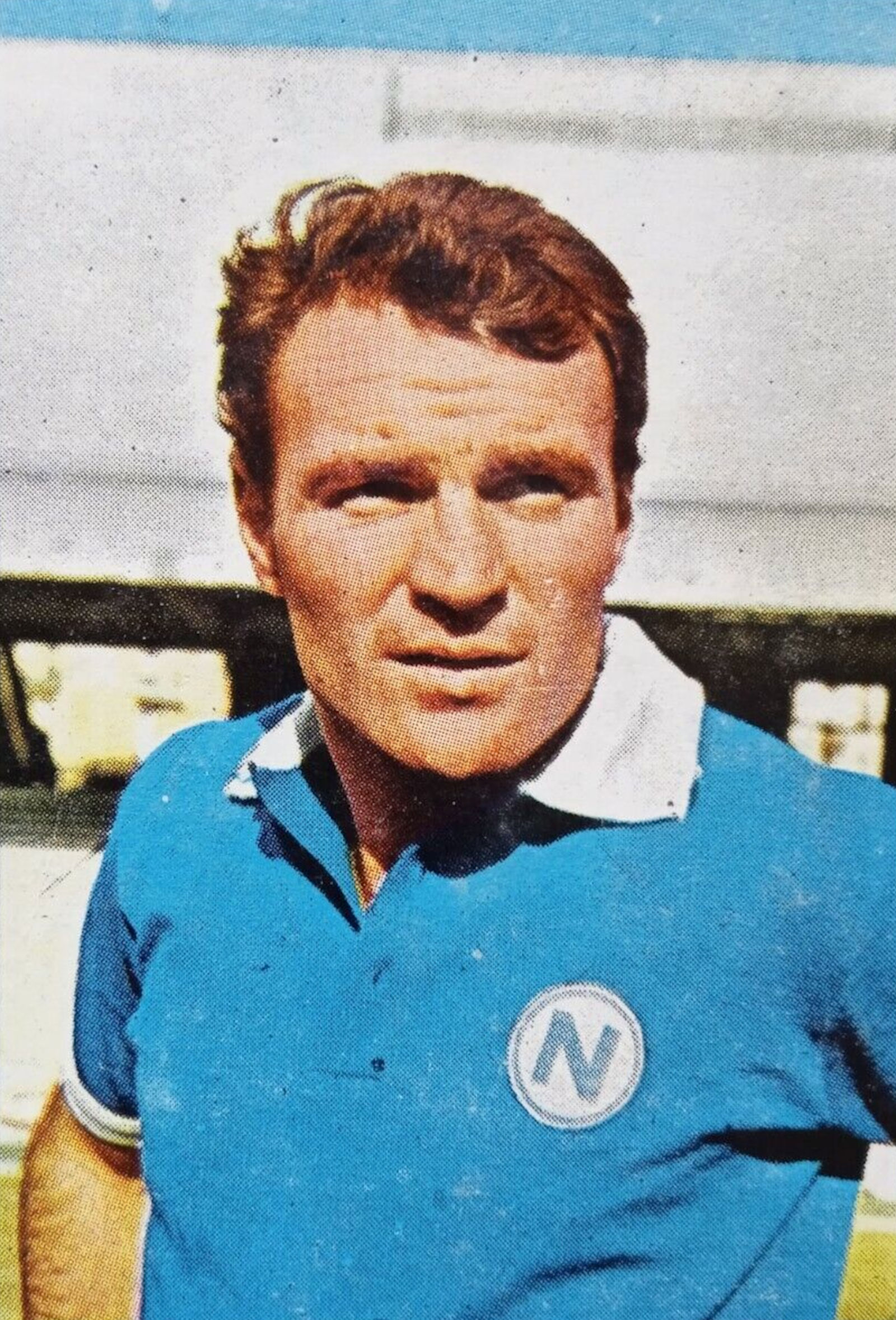
Altafini trong màu áo Napoli

Sau khoảng thời gian ở Napoli, ông gia nhập Juventus và lại thất bại một lần nữa ở trận chung kết cúp quốc gia vào năm 1973. Tuy nhiên, ông đã có thêm hai danh hiệu vô địch quốc gia vào các năm 1973 và 1975. Khi rời Juventus vào năm 1976, Altafini đã chơi tổng cộng 459 trận ở Serie A và ghi được 216 bàn thắng, tuy nhiên hầu hết những bàn thắng đó được ông thực hiện trong giai đoạn đầu sự nghiệp của mình. Một thực tế là ông chỉ ghi được 53 bàn thắng trong 8 mùa giải cuối của ông ở Ý, trong khi đó trong 8 mùa giải đầu tiên ông đã ghi được 134 bàn thắng.
Sau khi rời nước Ý ông đã có bốn năm chơi bóng ở Thụy Sĩ cho FC Chiasso và Mendrisiostar trước khi giải nghệ ở tuổi 42.
Sau khi giã từ sân cỏ, Altafini trở thành bình luận viên và sáng tạo nên thuật ngữ golazzo, phiên âm của từ golaço từ ngôn ngữ mẹ đẻ của ông, Tiếng Bồ Đào Nha, có nghĩa nôm na trong tiếng Việt là 'bàn thắng tuyệt vời'; mặc dù đó không phải là một từ thực sự trong tiếng Ý. Một sound bite của cụm từ mà ông sử dụng khi bình luận đã được dùng để mở màn và kết thúc chương trình Football Italia của kênh Channel 4.

## Sự nghiệp đội tuyển quốc gia
Altafini, chơi bóng với tên gọi Mazzola trong thành phần đội tuyển Brasil vô địch World Cup 1958. Ông đã ghi hai bàn thắng trong trận đấu mở màn vòng bảng trước đội tuyển Áo vào ngày 8 tháng 6. Tuy nhiên tại World Cup 1962, ông đã chơi cho đội tuyển Ý bằng tên thật của mình, ông nói "Điều đó rất đơn giản, Brasil không bao giờ triệu tập những cầu thủ chơi bóng ở nước ngoài. Không bao giờ. Tôi chỉ mới 23 hoặc 24 tuổi và sự nghiệp của tôi sẽ bị phá hủy nếu bỏ lỡ một kỳ World Cup. Không phải là tôi rời bỏ Brasil. Mà là Brasil đã ruồng bỏ tôi."
Altafini có trận ra mắt cho tuyển Ý vào ngày 15 tháng 10 năm 1961, trong trận play-off đối đầu với Israel để giành một suất chơi ở World Cup 1962. Ông đã ghi bàn trong chiến thắng 4-2 tại Ramat Gan và cũng có mặt trong trận lượt về, kết quả đội tuyển Ý đã giành vé đến World Cup. Trước khi World Cup diễn ra, ông đã ghi hai cú đúp trong những chiến thắng ở các trận giao hữu trước tuyển Pháp và tuyển Bỉ. Tại World Cup, Altafini đã chơi hai trận vòng bảng đầu tiên đối đầu với Tây Đức và Chile. Kết thúc vòng bảng, đội tuyển Ý đã bị loại.

## Thống kê sự nghiệp

### Ở Ý
| Câu lạc bộ     | Mùa giải       | Giải vô địch | Giải vô địch | Cúp  | Cúp | Châu Âu | Châu Âu | Khác | Khác | Tổng cộng | Tổng cộng |
| Câu lạc bộ     | Mùa giải       | Trận         | Bàn          | Trận | Bàn | Trận    | Bàn     | Trận | Bàn  | Trận      | Bàn       |
| -------------- | -------------- | ------------ | ------------ | ---- | --- | ------- | ------- | ---- | ---- | --------- | --------- |
| Milan          | 1958–1959      | 32           | 28           | 4    | 4   | –       | –       | 2    | 2    | 38        | 34        |
| Milan          | 1959–1960      | 33           | 20           | –    | –   | 4       | 2       | 2    | 4    | 39        | 26        |
| Milan          | 1960–1961      | 34           | 22           | 2    | 4   | –       | –       | 2    | 0    | 38        | 26        |
| Milan          | 1961–1962      | 33           | 22           | –    | –   | 2       | 0       | –    | –    | 35        | 22        |
| Milan          | 1962–1963      | 31           | 11           | 2    | 1   | 9       | 14      | 4    | 5    | 46        | 31        |
| Milan          | 1963–1964      | 30           | 14           | 1    | 0   | 4       | 4       | 3    | 1    | 38        | 19        |
| Milan          | 1964–1965      | 12           | 3            | –    | –   | –       | –       | –    | –    | 12        | 3         |
| Total          | Total          | 205          | 120          | 9    | 9   | 19      | 20      | 13   | 12   | 246       | 161       |
| Napoli         |                |              |              |      |     |         |         |      |      |           |           |
| 1965–1966      | 34             | 14           | 2            | 1    | -   | -       | 5       | 7    | 41   | 22        |           |
| 1966–1967      | 27             | 16           | 1            | 1    | 5   | 1       | –       | –    | 33   | 18        |           |
| 1967–1968      | 29             | 13           | 2            | 1    | 3   | 3       | –       | –    | 34   | 17        |           |
| 1968–1969      | 21             | 5            | 4            | 2    | 3   | 1       | –       | –    | 28   | 8         |           |
| 1969–1970      | 15             | 8            | 3            | 0    | 3   | 0       | 5       | 3    | 26   | 11        |           |
| 1970–1971      | 25             | 7            | 11           | 4    | –   | –       | –       | –    | 36   | 11        |           |
| 1971–1972      | 29             | 8            | 5            | 2    | 2   | 0       | –       | –    | 36   | 10        |           |
| Total          | Total          | 180          | 71           | 28   | 11  | 16      | 5       | ?    | 10   | 234       | 97        |
| Juventus       |                |              |              |      |     |         |         |      |      |           |           |
| 1972–1973      | 23             | 9            | 6            | 0    | 6   | 3       | –       | –    | 35   | 12        |           |
| 1973–1974      | 21             | 7            | 8            | 2    | 2   | 1       | 1       | 0    | 32   | 10        |           |
| 1974–1975      | 20             | 8            | 6            | 0    | 9   | 5       | –       | –    | 35   | 13        |           |
| 1975–1976      | 10             | 1            | 4            | 1    | 3   | 0       | –       | –    | 17   | 2         |           |
| Tổng           | Tổng           | 74           | 25           | 24   | 3   | 20      | 9       | 1    | 0    | 119       | 37        |
| Tổng sự nghiệp | Tổng sự nghiệp | 459          | 216          | 61   | 23  | 55      | 34      | 24   | 22   | 599       | 295       |

*Đấu trường châu Âu bao gồm UEFA Champions League, UEFA Cup Winners' Cup & UEFA Cup